# Département d'Arrah
Le département d'Arrah est un département de Côte d'Ivoire. 